# ماری استوارت (شناگر)
ماری استوارت (به انگلیسی: Mary Stewart) (زادهٔ ۸ دسامبر ۱۹۴۵) شناگر اهل کانادا است.